# Gianni Raimondi
Gianni Raimondi (Bolonya, Itàlia, 17 d'abril de 1923 - Bolonya, 19 d'octubre de 2008) va ser un tenor italià. Va estudiar a Màntua i el 1947 va debutar com a tenor líric en la ciutat de Butrio, interpretant el paper del Duc en l'òpera Rigoletto de Giuseppe Verdi.
El 1948 va interpretar al teatre Comunale de Bolonya a Ernesto en l'òpera Don Pasquale de Gaetano Donizetti. Al maig de 1954 va ser triat com a tenor per a l'estrena de l'obra Il contrabasso, de Valentino Bucchi, que es va estrenar al Teatre della Pergola de Florència. Dos anys més tard, el 1956, va debutar al Teatre de La Scala de Milà. En el seu debut en el teatre milanès va actuar en l'obra La Traviata de Verdi, al costat de Maria Callas, dirigida per Carlo Maria Giulini.
El 1957 va tornar a actuar en La Scala amb l'obra de Donizetti, "Anna Bolena". Raimondi va arribar la fama interpretant òperes de Gioachino Rossini, sobretot Mosè in Egitto (1958) i Semiramide (1962). En la temporada operística de 1962-1963 va interpretar a Rodolfo en La Bohème de Giacomo Puccini, dirigida per Herbert von Karajan. Entre 1969 i 1977 va treballar per a la Staatsoper d'Hamburg. Després de retirar-se dels grans escenaris, Raimondi es va instal·lar a Budrio, ciutat que va veure el seu debut com a tenor. Va morir al seu domicili de Pianoro, a Bolonya.